# BanG Dream! Episode of Roselia
BanG Dream! Episode of Roselia (げきじょうばん バングドリーム エピソードオブロゼリア?) es una película de anime japonesa de 2021 perteneciente al género cine musical, basada en la franquicia de BanG Dream! de Bushiroad, donde se divide en dos partes, " I. Promise" (primera parte), se lanzó el 23 de abril de 2021 y la segunda parte, "II. Song I Am", (segunda parte) se lanzó el 25 de junio.
Esta película se basa en la banda Roselia, que aparece en el proyecto de mezcla de medios de Bushiroad "BanG Dream!", y visualiza la historia de la banda del juego "BanG Dream! Girls Band Party!". Además, también aparecerán personas involucradas en otras bandas como Kasumi Toyama de Poppin' Party. El padre de Yukina, que no tenía voz en el juego, ahora tiene voz.

## Argumento
La película sigue las dos historias de bandas de Roselia y la primera historia del evento "Noble Rose" del videojuego BanG Dream! Girls Band Party!.

### Episode I: Promise
A pesar de su amistad de la infancia, Yukina y Lisa se han distanciado ya que la primera se dedica a la música con la esperanza de redimir a su padre, quien abandonó la industria en desgracia después de no poder crear su propia música y tener que venderla. Ella recluta a Sayo, Lisa, Ako y Rinko para formar Roselia, y los cinco desarrollan una camaradería entre ellos mientras aspiran a actuar en el prestigioso Future World Fes. Sin embargo, una mala actuación en "Sweet Music Shower" hace que Yukina vuelva a su actitud dura original, lo que resulta en una discusión con Ako y Rinko. Mientras Yukina recibe motivación de Poppin'Party después de asistir a un espectáculo, los otros cuatro expresan su amor por la banda y hacen las paces. Después de un concierto exitoso, Lisa reflexiona sobre su papel en la banda e intenta escribir letras que expliquen sus sentimientos. Después de que Yukina rechaza su borrador inicial, Lisa recuerda su juventud con Yukina y escribe nuevas letras, que Yukina canta y proclama que la banda tocará en su próximo show.

### Episode II: Song I Am
La película sigue la segunda y tercera historia del evento "Noble Rose" de Girls Band Party!
Mientras Roselia se prepara para el concierto de clasificación para "Future World Fes", Rinko escribe una nueva canción que Ako la insta a convertir en una pieza real. A pesar de su entusiasmo por el evento, Ako está inquieta por el futuro de Roselia después de "FWF". Cuando expresa sus preocupaciones el día anterior al espectáculo, los demás la tranquilizan al explicarle que, aunque "FWF" es el objetivo inmediato más cercano de la banda, la incertidumbre del futuro presenta más alturas para ellos. En las clasificatorias, Roselia interpreta las canciones de Lisa y Rinko y finalmente gana. Antes de "FWF", Yukina escribe una canción que genera comparaciones con "Louder", que su padre había escrito y que Roselia cooptó como una marca registrada de su discografía, lo que la llevó a declarar que "FWF" sería la última vez que se interpretaría como ella. representa el pasado. En "FWF", Roselia también toca "Neo-Aspect", que simboliza el presente, y la nueva canción "Song I Am", que destaca el futuro. Después del espectáculo, Yukina agradece a su padre por apoyar su carrera y él le da sus mejores deseos para los esfuerzos futuros de la banda.

## Reparto
| Personaje       | Actor de voz       |
| --------------- | ------------------ |
| Yukina Minato   | Aina Aiba          |
| Sayo Hikawa     | Haruka Kudō        |
| Lisa Imai       | Yuki Nakashima     |
| Rinko Shirokane | Kanon Shizaki      |
| Ako Udagawa     | Megu Sakuragawa    |
| Kasumi Toyama   | Aimi               |
| Saya Yamabuki   | Ayaka Ohashi       |
| Rimi Ushigome   | Rimi Nishimoto     |
| Hina Hikawa     | Ari Ozawa          |
| Ran Mitake      | Ayane Sakura       |
| Rokka Asahi     | Riko Kohara        |
| Himari Uehara   | Emiri Katō         |
| Moca Aoba       | Sachika Misawa     |
| Tomoe Udagawa   | Yōko Hikasa        |
| Hagumi Kitazawa | Yuri Yoshida       |
| Madre de Yukina | Mai Nakahara       |
| Padre de Yukina | Toshiyuki Morikawa |

## Producción
En el momento de la planificación, Koudai Kakimoto, el director general, recibió una oferta para hacer dos animaciones teatrales de la historia del evento Roselia "Noble Rose" serie de "Garpa". Kakimoto pensó que este episodio por sí solo podría no tener suficiente volumen como película, por lo que se incluyeron los contenidos mientras se discutía con Bushiroad y Craft Egg. Mientras Bushiroad ajustaba los aspectos estándar como la duración del video, Craft Egg hizo una lista de líneas que querían incluir en el trabajo. En la animación para el teatro, el contenido se amplió especialmente en el episodio temprano de la historia del evento "Noble Rose-Take the flowers-". Kakimoto posicionó esta escena como una parte importante del anime y dijo: "La dirección del proyecto cambió poco a poco, ya que queríamos visualizar el encuentro entre los dos y el origen de la música". Inicialmente, planeamos reducir la proporción del Episode 1 de la historia de la banda y hacer que la historia se centrara en el Episode 2de la historia de la banda. Kakimoto recuerda que como resultado de crear el escenario con el deseo de dibujar la historia, el volumen fue más de lo esperado.
Para evitar la propagación de la nueva infección por COVID-19, Megu Sakuragawa, quien interpreta el papel de Ako, se grabó sola, y el resto se dividió en dos. Kakimoto dijo: "Los cinco miembros de Roselia han estado trabajando juntos durante mucho tiempo, así que me sorprendió que incluso en la grabación por separado, las improvisaciones y otras atmósferas fueran perfectas". En una entrevista con Aina Aiba, quien interpretó a Yukina, dijo en una entrevista con Anime!Anime!, que dado que el eje temporal de la obra es anterior al anime televisivo, era necesario interpretarla cuando era estricta con quienes la rodeaban. Además, dado que el estilo de actuación es diferente de cuando se grabó el guion del juego original, creo que al recordar la grabación en ese momento, pude interpretarlo con mis propias emociones en función de lo que Yukina sintió en ese momento. Por otro lado, en una entrevista con Animate Times, Aiba mencionó que era tan torpe que podría ser malinterpretada como egocéntrica en ese momento y dijo que era un poco difícil volver a su papel en ese momento. Además, Aiba dijo en una entrevista con Anime!, incluso si es lo mismo, la expresión y la técnica pueden haber crecido”. Además, Yuki Nakajima, quien interpretó a Lisa Imai, dijo en la proyección anticipada de "I: Yakusoku" que había muchas escenas en las que tenía que ser considerada con otros personajes.

## Lanzamiento
Una serie de películas de dos partes centrada en Roselia llamada BanG Dream! Episode of Roselia (cada uno subtitulado Promise y Song I am) se estrenó en cines en 2021; Promise se estrenó el 23 de abril, mientras que Song I am lo hizo el 25 de junio. La plataforma de transmisión en línea Eventive transmitió ambas películas en los Estados Unidos. Crunchyroll comenzó a transmitir las películas el 4 de agosto de 2022